# Ivan Naatz
Ivan Naatz, (Blumenau, 1 de dezembro de 1966) é um político brasileiro, deputado estadual, filiado ao Partido Liberal (PL), foi eleito em 2022 com 45.304 mil votos, pelo estado de Santa Catarina.
Nas eleições de 7 de outubro de 2018 foi eleito deputado estadual de Santa Catarina para a 19.ª legislatura, pelo Partido Verde (PV). Eleito com a menor quantidade de votos, já foi duas vezes primeiro suplente na Assembleia Legislativa de Santa Catarina.